# 瓦尔达克省
瓦尔达克省（波斯語：د وردګ ولايت）位於阿富汗中部，與巴米揚省、加茲尼省、帕克蒂亞省、帕爾旺省、洛加爾省等省份相鄰。该省总面积9,934平方公里（3,836平方英里），总人口529,343。
瓦尔达克省辖有9个县。